# Fibrogesso
Il fibrogesso è un impasto di gesso naturale cotto e fibre di cellulosa derivanti da processo di riciclaggio della carta, con l'aggiunta di acqua e amido di patate e pressato a pressioni molto elevate, formando pannelli molto robusti che successivamente vengono essiccati e impregnati di sostanze idrorepellenti. Sono usati nella prefabbricazione delle case in legno e per la formazione di pareti antincendio.